# 聖米格
聖米格（西班牙語：San Miguel Petapa）是危地馬拉的城市，由危地馬拉省負責管轄，位於該國南部，距離首都危地馬拉市20公里，始建於1831年，面積30平方公里，海拔高度1,260公尺，2002年人口94,228。